# Radio Regenbogen

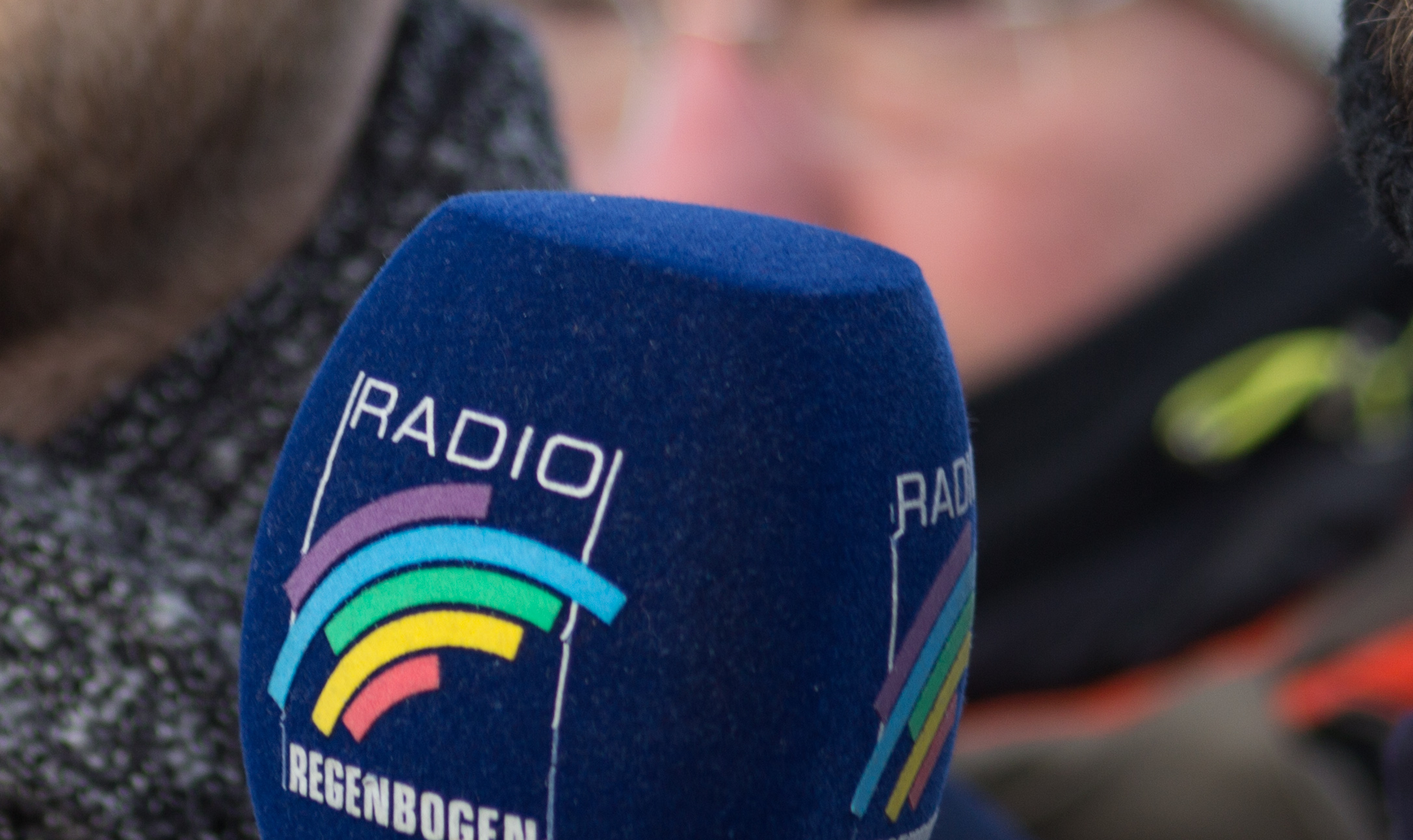
Mikrofon von Radio Regenbogen im Außeneinsatz

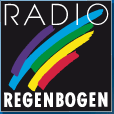
Älteres Logo des Senders

Radio Regenbogen ist einer von drei privaten Bereichssendern in Baden-Württemberg. Der Sender mit Sitz in Mannheim ist in Baden-Württemberg, in weiten Teilen von Rheinland-Pfalz, im Elsass, in der nördlichen Schweiz und im südlichen Teil von Hessen zu empfangen. 
Der Sender ist Gründungsgesellschafter der Popakademie Baden-Württemberg in Mannheim.

## Geschichte
Der Sendebeginn war am 25. März 1988 (6:00 Uhr) auf der Frequenz 102,8 MHz mit zunächst 10 kW Sendeleistung vom Sender Heidelberg nur für den Rhein-Neckar-Raum. Der ursprüngliche Sendestart war für den 1. März geplant, musste aber 13 Stunden vor dem geplanten Sendebeginn aufgrund einer einstweiligen Anordnung des Verwaltungsgerichts Stuttgart verschoben werden.
Die Wahl des Namens Radio Regenbogen geht auf einen Ausspruch des damaligen Geschäftsführers Klaus Schunk zurück, der nach längerer Namenssuche auf Namensvorschläge verschiedener Agenturen für das Programm wie Radio Neufunkland oder Rhein-Neckar-Welle mit dem nicht ernst gemeinten Kommentar „Da können wir uns ja gleich Radio Regenbogen nennen.“ reagierte. Nachdem jedoch die Begeisterung über diesen ungewöhnlichen Namensvorschlag überwog, wurde er tatsächlich als Name für das neue Programm angenommen.
Im September 1991 wurde das am 11. Dezember 1987 gestartete Schwarzwald Radio in Freiburg von Radio Regenbogen übernommen, das damit seine zweite Sendefrequenz 101,1 MHz vom Sender Blauen bekam. Aus Freiburg wurden zunächst weiterhin eigene Sendungen ausgestrahlt, die jedoch spätestens zum Beginn der neuen Lizenzierungsperiode in Baden-Württemberg am 1. Oktober 1994, mit der Radio Regenbogen als sog. „Bereichssender“ lizenziert wurde, zugunsten eines einheitlichen badenweiten Programms aus Mannheim auf Regionalnachrichten und regionale Jingles reduziert wurden.
Zum 1. April 1994 übernahm Radio Regenbogen im Vorgriff auf die neue Lizenzierungsperiode auch die beiden Sender Radio Victoria und Radio Ladies First in Baden-Baden, die sich die Sendezeit auf der Frequenz 100,4 MHz vom Sender Hornisgrinde teilten. Das Sendegebiet erreichte dadurch die heutige Ausdehnung.
Für Radio Regenbogen war 1994 auch zusätzlich die 25 kW starke Grundnetzsender-Frequenz 107,5 MHz vom Sender Mudau-Reisenbach im badischen Odenwald vorgesehen. Nach einem Gerichtsurteil musste diese Frequenz aber an den Süddeutschen Rundfunk zur Verbreitung seines 4. Programms mit dem Regionalfenster aus Mannheim (heute SWR4 Baden-Württemberg mit dem Kurpfalz-Radio) vom Sender Buchen abgegeben werden. Erst im Juni 2004 wurde ein Füllsender im hinteren Odenwald für Radio Regenbogen in Betrieb genommen.
Im Jahr 2007 nahm der Sender an einem Feldversuch zur testweisen Verbreitung des Programms in analog-digitaler Hybridtechnik teil, dem in den USA verbreiteten HD-Radio (IBOC für „In-band-on-channel“), bei dem zusätzlich zum analog verbreiteten Hauptprogramm auf denselben UKW-Frequenzen in digitaler Form dasselbe Programm und zusätzlich die Spartenprogramme Regenbogen Gold sowie Regenbogen Comedy aufmoduliert wurden. Dieses Projekt für die erste Ausstrahlung auf einem europäischen Hochleistungssender war befristet und Teil eines größer angelegten Projekts in der Schweiz, wo bereits zuvor Sender mit kleinerer Strahlungsleistung verbreitet wurden.
Von 2012 bis 2014 wurde das Programm LiveRadio von Radio Regenbogen in Kooperation mit den Hörfunkprogrammen von Antenne 1 und Radio 7 veranstaltet.
Seit dem 30. Juni 2016 betreibt der Sender das weitere Programm Regenbogen Zwei, das sich auf die größten Rockhits der letzten fünf Jahrzehnte spezialisiert hat. Regenbogen Zwei hat dafür die regionalen UKW-Sendefrequenzen des Radiosenders sunshine live übernommen. Das Programm Regenbogen 2 wurde 2024 in Rock FM umbenannt.

## Gesellschafter
Radio Regenbogen wird von der Radio Regenbogen GmbH & Co. KG veranstaltet. Eigentümer der Gesellschaft sind über Tochtergesellschaften verschiedene Verlagsgruppen wie die Medien Union (über die Moira Rundfunk GmbH, 33,8 %), die Mediengruppe Dr. Haas (über die die Haas Lokal Regionalfunk GmbH, 16,4 %), die Südwestdeutsche Medien Holding (über die Stuttgarter Mediengesellschaft mbH, 7,7 %) und die Südwest Presse (über die Mediengesellschaft Donau-Iller GmbH & Co. KG, 7,0 %).

## Programm
Radio Regenbogen ist ein Adult-Contemporary-Format (AC), Zielgruppe sind die 30- bis 59-Jährigen. Gesendet wird rund um die Uhr ein Mix aus Musik, Nachrichten, Verkehrsinformationen und Berichten aus der Region. Das Programm des Senders ist inhaltlich auf Baden, Württemberg und die benachbarte Pfalz ausgerichtet. Der Sender schaltet mehrmals täglich sein Programm regional auseinander. Neben dem Hauptstudio in Mannheim betreibt Radio Regenbogen daher auch noch Regionalstudios in Karlsruhe und Freiburg.
| Heidelberg   | 102,8 MHz | 50,0 kW | Studio Mannheim  |
| Buchen       | 104,6 MHz | 0,1 kW  | Studio Mannheim  |
| Hornisgrinde | 100,4 MHz | 80,0 kW | Studio Karlsruhe |
| Blauen       | 101,1 MHz | 8,4 kW  | Studio Freiburg  |
| Freiburg     | 97,5 MHz  | 1,0 kW  | Studio Freiburg  |

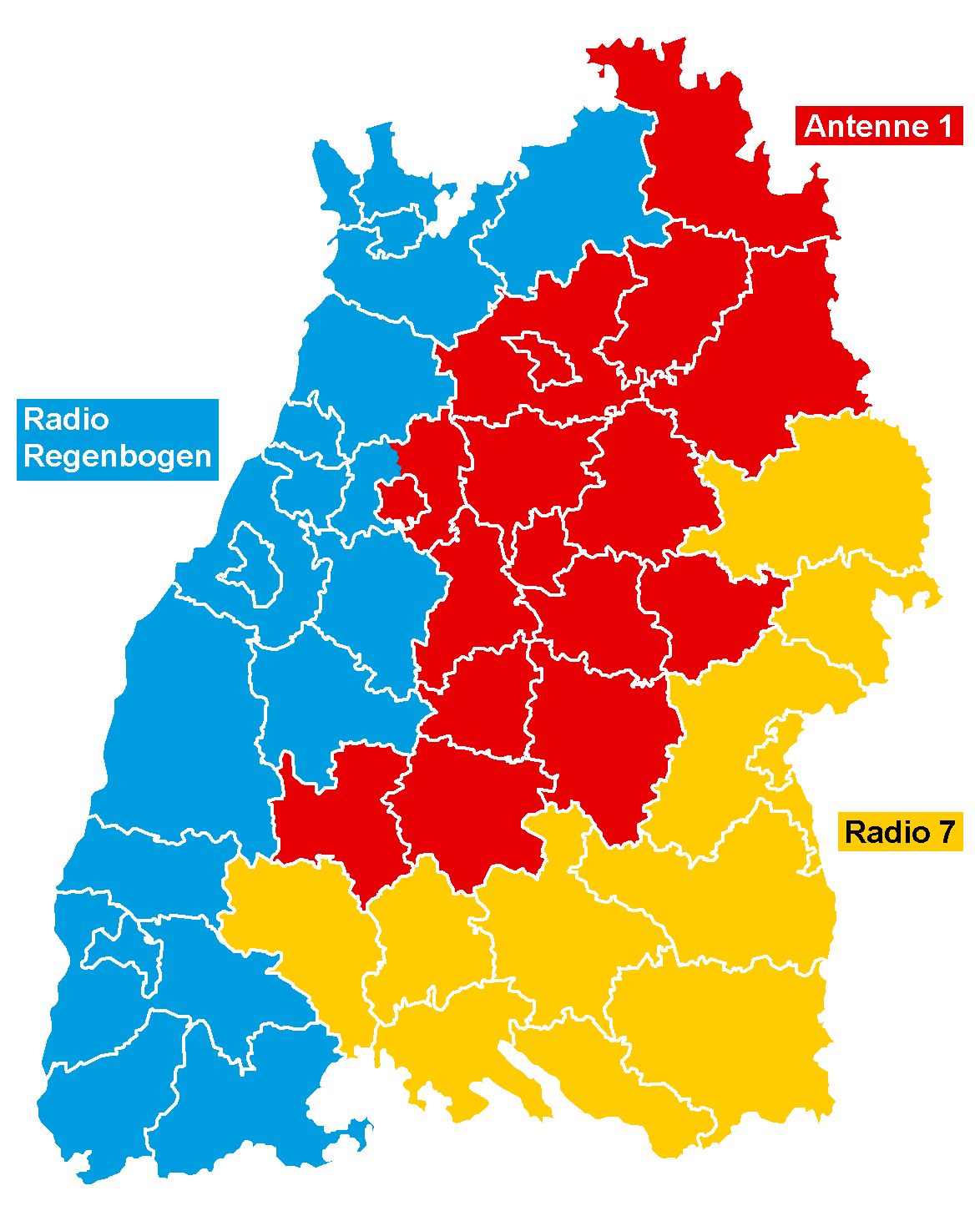
UKW-Sendegebiet Baden von Radio Regenbogen in Baden-Württemberg in blauer Farbe

Aufgrund der flachen Topographie Badens im Rheingraben wird mit den wenigen Frequenzen dank starker Sendeleistung von exponiert gelegenen Standorten ein recht großes Gebiet versorgt. Seit dem 1. Dezember 2014 ist Radio Regenbogen in Baden-Württemberg auch über DAB+ auf dem Kanal 11B zu empfangen. Außerdem ist Radio Regenbogen weltweit über Internet empfangbar. Zusätzlich bietet es auch verschiedene Spartenmusik-Kanäle an. Sie sind im Web oder in einer Mobile App verfügbar. Außerdem werden Podcasts angeboten.

## Veranstaltungen

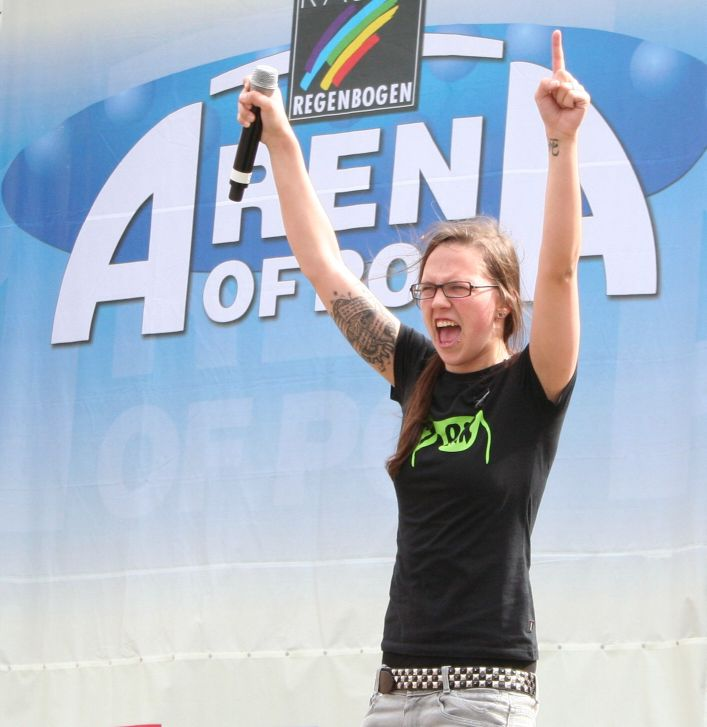
Stefanie Heinzmann bei der Arena of Pop 2009 in Mannheim

Von 2006 bis 2011 richtete Radio Regenbogen das zweijährliche Arena of Pop-Open-Air im Ehrenhof des Mannheimer Schlosses aus. Seit 1998 vergibt der Sender den Radio-Regenbogen-Award Der Medienpreis aus Baden-Württemberg an die erfolgreichsten Künstler des vergangenen Jahres. Von 1998 bis 2004 wurde dieser im Mannheimer Rosengarten überreicht, von 2005 bis 2012 in der Karlsruher Schwarzwaldhalle und seit 2013 im Europa-Park Rust. Moderiert wurde der Radio Regenbogen Award 2015, 2016, 2017 und 2019 von Thomas Hermanns. Der Moderator der Preisverleihung Radio Regenbogen Award 2018 war Atze Schröder. 2020 wurde die Verleihung aufgrund der COVID19-Pandemie übers Internet übertragen. Die Verleihung im Jahr 2021 wurde abgesagt.

## Sonstiges
Radio Regenbogen hat mit der TSG 1899 Hoffenheim, dem Badischen Turner-Bund sowie mit dem DEL-Eishockeyverein Adler Mannheim Medienpartnerschaften geschlossen.